# Milan Linzer
Milan Linzer (* 8. November 1937 in Oberpullendorf; † 3. März 2019 in Oberwart) war ein österreichischer Politiker (ÖVP). Linzer gehörte der burgenland-kroatischen Volksgruppe an.

## Leben
Nach dem Besuch der Volksschule und des Gymnasiums studierte Milan Linzer an der Universität Wien Rechtswissenschaften und promovierte im Jahr 1961. Nach einem Jahr Gerichtspraxis im Wiener Gemeindebezirk Floridsdorf begann er zunächst in Oberwart, später in Mank, als Notar zu arbeiten. Ab 1976 leitete Linzer eine eigene Kanzlei in Oberwart.
Linzer engagierte sich bereits früh in der ÖVP und deren Teilorganisation, dem Österreichischen Wirtschaftsbund (ÖWB). 1977 wurde er zum Obmann-Stellvertreter der ÖWB-Ortsgruppe Oberwart gewählt, worauf 1982 die Wahl zum Obmann folgen sollte. 1985 wurde er zum ÖWB-Landesobmann-Stellvertreter für das Burgenland gewählt. Zuletzt leitete er ab 1987 den ÖWB im Bezirk Oberwart.
Im März 1987 wurde Linzer in Wien als Mitglied des Bundesrats vereidigt, dem er danach 13 Jahre lang, bis zum Dezember des Jahres 2000, angehören sollte. Ab Juli 1999 bekleidete er knapp eineinhalb Jahre den Rang des Stellvertretenden Bundesratspräsidenten.
Auch auf europapolitischer Ebene war Linzer aktiv, als er im Jänner 1995 für die ÖVP in das Europäische Parlament einzog, in dem er bis November 1996 ein Mandat innehatte.
Seit 1958 war er Mitglied der katholischen Studentenverbindung KÖHV Amelungia Wien im ÖCV.

## Auszeichnungen (Auswahl)
- Großes Goldenes Ehrenzeichen für Verdienste um die Republik Österreich
- Großes Silbernes Ehrenzeichen für Verdienste um die Republik Österreich